# Плескановська Валентина Михайлівна
Валентина Михайлівна Плескановська (14 грудня 1928? — ?) — українська радянська діячка, лікар Макіївської міської лікарні № 2 Сталінської (Донецької) області. Депутат Верховної Ради УРСР 5-го скликання.

## Біографія
Освіта вища медична.
З 1950-х років — лікар-терапевт Макіївської міської лікарні № 2 Сталінської (Донецької) області.
Потім — на пенсії у місті Торез (Чистякове) Донецької області.

## Нагороди
- медалі
- почесна Грамота Президії Верховної Ради УРСР (7.03.1960)